# Leyla Zana
Leyla Zana (født 3. maj 1961, Silvan, Diyarbakır) er en kurdisk politiker. I 1991 var hun den første kurdiske kvinde, der blev valgt til Tyrkiets Nationalforsamling, hvor hun blev arresteret for at tale på kurdisk i parlamentet. I 1994 blev hun idømt 15 års fængsel for at sige “jeg tager denne ed for sammenholdet mellem det tyrkiske og det kurdiske folk” på kurdisk, hvilket var i mod loven, da det kurdiske sprog frem til 2000’erne var ulovligt. 
Hun fik i 1995 Sakharov-prisen af Europaparlamentet, men var først i stand til at modtage den efter sin løsladelse i 2004. 
Zana blev dømt igen i 2008, denne gang til ti års fængsel. Ifølge retten har Zana ved mindst ni anledninger brudt tyrkisk lov ved indirekte at erklære støtte til det kurdiske parti PKK og dets fængslede leder Abdullah Öcalan.

## Biografi
Leyla Zana blev gift som 14 årig med fætteren Mehdi Zana, der var Diyarbakırs daværende borgmester, indtil han blev arresteret ved militærkuppet i 1980 og blev idømt 14 års fængsel. Sammen har de to børn.
Leyla Zana kunne først hverken skrive eller tale tyrkisk, da hun sammen med manden rejste fra by til by, men lærte på rekordtid tyrkisk.
Det var i de år, hun valgte at blive politisk aktiv og begyndte at læse skolefag som selvstuderende og blev talskvinde for kvinder, hvis mænd sad i fængsel.
I 1980'erne var hun med til at oprette en kurdisk, kvindelig organisation, og på et tidspunkt arbejdede hun både som redaktør og journalist. 
Leyla Zana blev i 1991 valgt ind i det tyrkiske parlament som den første kurdisk-kvindelige politiker.
Hun valgte at slutte sin tale på kurdisk under eds-aflæggelsen i parlamentet. Det vakte stor uro hos kollegaerne og det tyrkiske befolkning, fordi sproget lige var blev tilladt i landet.
Leyla Zana og seks andre DEP-medlemmer blev arresteret og fængslet. De blev anklaget for 'trussel mod statens territoriale integritet' med henvisning til § 125 i straffeloven, der kan give dødsstraf.
Leyla Zana Blev i 2004 løsladt, hvor hun havde tilbragt 10 år i fængsel, og i 
2008 blev Zana arresteret igen for at vække uro i befolkningen.
Det skete i form af ni taler, hun havde holdt ved protestmøder og pressekonferencer, heriblandt en tale afholdt i det britiske parlament.

## Priser
- The Professor Thorolf Rafto Memorial Prise: 1994
- Sakharov-prisen: Europaparlamentet 1995
- Den Danske Rose-pris: 1995
- Bruno-Kreisky-Preis: 1995
- Aachener Friedenspreis: 1995
- Sølvmedalje uddelt af borgmesteren i Paris: 2004